# Truman H. Hoag
Truman Harrison Hoag (* 9. April 1816 in Manlius, Onondaga County, New York; † 5. Februar 1870 in Washington, D.C.) war ein US-amerikanischer Politiker. In den Jahren 1869 und 1870 vertrat er den Bundesstaat Ohio im US-Repräsentantenhaus.

## Werdegang
Truman Hoag besuchte die öffentlichen Schulen seiner Heimat. Im Jahr 1832 zog er nach Syracuse, wo er zunächst als Ladenangestellter und dann im Büro für Kanalgebühren arbeitete. 1839 ließ er sich in Oswego nieder und wurde dort für eine Firma im Kommissionshandel tätig. Im Jahr 1849 kam er im Auftrag dieses Unternehmens nach Toledo in Ohio. Später arbeitete er auch in der Transportbranche und im allgemeinen Handel. Außerdem stellte er Gas für Beleuchtungszwecke und Koks her. Politisch schloss er sich der Demokratischen Partei an. Im Jahr 1867 kandidierte er erfolglos für das Amt des Bürgermeisters von Toledo.
Bei den Kongresswahlen des Jahres 1868 wurde Hoag im zehnten Wahlbezirk von Ohio in das US-Repräsentantenhaus in Washington, D.C. gewählt, wo er am 4. März 1869 die Nachfolge des Republikaners James Mitchell Ashley antrat. Dieses Mandat konnte er bis zu seinem Tod am 5. Februar 1870 ausüben. Er wurde in Toledo beigesetzt.